# 杜和佑紗
杜和 佑紗（とわ ゆうさ、10月1日 - ）は、日本の女性声優。所属はBLASTARTS。個人、同人、商業まで幅広く仕事を請け負っている。

## 人物

### 来歴
サブカルチャーに触れたきっかけは、幼少期、父親が単身赴任中に淋しくないように母親が少女マンガ雑誌「りぼん」を買い与えたことから。

学生時代、ファンだった『神風怪盗ジャンヌ』がアニメ化。その声真似をし始めたのが演技のきっかけとなった。

小さい頃から見ていたアニメ、特に「少年声の女性声優」に憧れを抱き、東京の養成所を目指す。上京して大学に通いながら、夜間の声優専門学校に通い、その後養成所に入所。

大学生活のほとんどは養成所の学費を貯めるため、アルバイトをして過ごしていた。

その後、2016年から杜和佑紗という名前で活動を開始。同人作品に多数出演する傍ら、YouTube、生放送のMCなどの活動もしている。

### 特色
幼女〜中年女性、少年〜青年男子の役を得意としている。不思議系のキャラクターを演じることが多く、ミステリアスな声色に定評がある。その他、中性的な役も演じることができ、その幅は広い。

### 人物
趣味は絵を描くこと、散歩、料理。特技はお菓子作りとタイピング。アニメやマンガなどは勿論、音楽ゲームやボーカロイド作品も好き。

好きな食べ物は甘いものとイチジク。スイーツビュッフェに足を運ぶほか、自宅では「買うよりも手軽」としてお菓子を作るほど。

また、酒好きでもあり、ワインや日本酒、近年はウイスキーを好んで飲んでいるとのこと。

その他、趣味でかんざしやイヤーカフを収集している。特に蝶のモチーフを好み、ハンドメイドで作っているお店を見に行ったり、デザインフェスタなどで入手しているという。

杜和佑紗という名前の「杜」を「社」とよく間違えられる。

### 資格
- 全商ワープロ実務検定2級
- 実用英語技能検定準2級
- TOKYO FM DJライセンス3級
- ミキサー＆ディレクターライセンス3級
- 図書館司書資格

## 出演作品

### 映画
- アニメ『ルパン三世VS名探偵コナン THE MOVIE』（エキストラ）
- 外画『神・孫悟空』吹替（巴海星役）

### アプリゲーム
- DissWorld（リーゼロッテ、ロッダ・ロキ役）
- キュイディメ（天ぷら役）
- 憂国の大戦2（神舞師フルリ、花魁、言霊使い役）
- キングオブライフ（美女役）
- 刀匠天儀（堀川国広役）
- 超次元彼女：神姫放置の幻想楽園（オーディン、ゼウス、他6役）
- ブラウザゲーム用キャラクターボイス　テスト・プレゼン用音声
- 少女ウォーズ：幻想天下統一戦

### 同人ゲーム
- ヒューマノイド（マリア役）
- ハロー、神様Worker（城崎 佳永役）
- シークレット・レター（揚巻千香役）
- Phalaenopsis -世界の終わりの始まりの詩-（ミロー・ラファル、アリス・テレジア　他役）

### ボイスドラマ
- 秋さんの日常（ピンヒア役）
- NP～Time waits for no one～（天使優役）
- 檸檬色、サマーホリデイ（静流役）
- 1ちゃんす!（瀬名アイリーン役）
- 天蓋のジャスティスケ―ル（ヤチヨ役）
- 双校の剣、戦禍の盾、神託の命。（ディアナ役）

### イメージボイス
- Unity＆宴「ノベルゲーム」開発入門「時代姫」（江戸時代役）
- ユ―レイちゃんは添い寝がしたい！２！（雛菊ザクロ役）

### 朗読
- una:chenter Vol.16
- 近距離朗読劇「Misty」

### ナレーション
- 岡山県　飲食店　TVCM

### イベントMC
- 個人製作イベントキャラクター　ゆるぅえる役

### 生配信
- ソニックりょう p!npon　パーソナリティ